# 山陽新聞
《山陽新聞》（日语：さんようしんぶん）是本部位于岡山市的株式会社山陽新聞社（日语：さんようしんぶんしゃ）所发行的一份报纸。

## 概要
该报以岡山县为中心，主要配送到临近的广島县的東部地域及香川县，日报晚报组合发行。2012年1月时，发行份数（据日本ABC協会調査）是日报43万8200份、夕刊4万6200份。占据冈山县内报纸发行量份额的60%。